# 矢口王
矢口王（やぐちおう/やぐち の おおきみ、生没年不詳）は、奈良時代の皇族。系譜は不明だが、三世王以上五世王未満であることが、以下の叙位から分かる。位階は正五位下。

## 経歴
天平宝字8年（764年）10月、藤原仲麻呂の乱後の親王や大臣の子孫に対する叙位にて、無位から従五位下に叙せられている。
その後、称徳朝においては事績が見られないが、光仁朝になって、宝亀4年（773年）正月に従五位上、同9年（778年）の正月の踏歌の節会の際に正五位下に進められている。以降の記録は存在していないため、どのような政治的役割を果たしたのかは不明である。

## 官歴
『続日本紀』による。
- 天平宝字8年（764年）10月7日：従五位下
- 宝亀4年（773年）正月7日[2]：従五位上
- 宝亀9年（778年）正月16日：正五位下